# Staryj Oskol
Staryj Oskol (rusky Ста́рый Оско́л) je město v Bělgorodské oblasti v Ruské federaci. Při sčítání lidu v roce 2010 měl 221 tisíc obyvatel.

## Poloha
Staryj Oskol leží při ústí říčky Oskolce do Oskolu, pár kilometrů severně od ústí Ublji do Oskolu. Od Bělgorodu, správního střediska oblasti, je vzdálen 153 kilometrů na severovýchod, směrem k hranici s Kurskou oblastí. Od Charkova na Ukrajině je vzdálen 180 kilometrů na severovýchod a od Moskvy přibližně 500 kilometrů na jih.
Z geologického hlediska se Staryj Oskol nachází na kraji Kurské magnetické anomálie, tedy v oblasti velmi bohaté na železnou rudu.

## Dějiny
Staryj Oskol byl založen v roce 1593, původně pod jménem Oskol.
V roce 1655 bylo město přejmenováno na Staryj Oskol v souvislosti s přejmenováním města Carjov-Aleksejev na Novyj Oskol.